# Pilot (Jericho)
"Pilot" este primul episod din sezonul 1 al serialului dramatic postapocaliptic Jericho.

## Sumar
Tânărul de 32 de ani, Jake Green, se întoarce acasă în orășelul său natal, Jericho din Kansas, pentru o scurtă vizită, după o misterioasă absență de 5 ani. Jake se bucură să-și revadă foștii cunoscuți dar este evaziv și dă răspunsuri contradictorii atunci când aceștia îl întreabă despre absența sa. Jake mai află că fosta sa prietenă, Emily, s-a logodit cu un tânăr bancher, Roger, și urmează să se căsătorească în curând.
Mama și fratele lui Jake, îl primesc pe acesta cu bucurie dar tatăl acestuia, primarul Johnston Green, îl întâmpină cu răceală. Jake le dezvăluie că scopul vizitei sale este să preia moștenirea pe care i-a lăsat-o bunicul său. Johnston refuză însă să-i dea banii până nu va duce o viață mai „productivă”. Jake se hotărâște atunci să plece deși mama sa, Gail, îl roagă să mai rămână. El se scuză însă, spunând că trebuie să plece la San Diego și pornește la drum cu mașina sa.
În timp ce Jake părăsea Jericho, președintele Statelor Unite ține un discurs în direct în fața Congresului despre problema violenței globale și a terorismului. Majoritatea locuitorilor din Jericho se adună să asculte discursul. Dintr-o dată însă, radioul, televizorul și telefoanele amuțesc. În același timp, un copil vede, de pe acoperișul casei sale, cum un nor în formă de ciupercă se ridică deasupra unui lanț muntos din direcția orașului Denver. Pe autostradă, atât Jake cât și un alt șofer sunt distrași de priveliștea norului atomic și provoacă un accident din care Jake reușește să scape dar ocupanții celeilalte mașini sunt uciși. Tot pe autostradă, un autobuz școlar se întoarce la Jericho când profesoara care însoțea copiii, Heather Lisinski, observă norul atomic. O căprioară speriată sare în fața autobuzului, provocând deraierea lui.
În oraș, primarul Green încearcă să calmeze populația și îl trimite pe șerif și ajutoarele lui în căutarea autobuzului școlar și a lui Jake Green. În căutarea lor, șeriful și unul din ajutoarele sale confundă un autobuz de deținuți deraiat cu cel școlar și sunt amândoi împușcați până să-și dea seama de greșeală.
Jake Green reușește să iasă din mașină și dă peste doi copii care îi cer ajutorul și îl conduc la autobuzul școlar răsturnat. Acolo, Jake salvează viața unei fetițe, făcându-i o traheotomie de urgență, și conduce autobuzul spre oraș, câștigându-și admirația profesoarei Lisinski.
În oraș, Dale Turner, un adolescent, derulează mesajul telefonic primit de la mama sa. Sfârșitul mesajului e întrerupt brusc de o explozie în fundal. Când prezintă mesajul unui grup de oameni adunați la casa Green, Gail își oferă condoleanțele spunându-i că nu știa că mama lui e în Denver. Însă Dale le răspunde că mama sa se afla în Atlanta, diseminând un nou val de panică pe măsură ce toți încearcă să realizeze amploarea dezastrului. Dacă până atunci, primarul Green încercase să-i calmeze, sugerând că explozia de la Denver a fost un incident izolat, acum toți se îmbulzesc la stațiile de benzină. În acest moment, se ia curentul, sporind confuzia. În mijlocul haosului, un fost polițist de curând mutat în Jericho, Robert Hawkins, sare în ajutorul pompierilor, propunând folosirea reflectoarelor și oferindu-le sfaturi utile.
O revoltă e pe cale să izbucnească la stația de benzină iar rivalul politic al lui Green, Gray Anderson, încearcă să exploateze situația în favoarea sa. Primarul Green încearcă să-i zădărnicească tentativa, ținându-le discursuri cetățenilor dar aceștia își pierd răbdarea și situația amenință să scape de sub control.
Sosirea lui Jake cu autobuzul plin cu copii în Jericho calmează ca prin minune spiritele și toți se împrăștie după ce primarul Green lansează un nou apel la unitate. Toți își dau seama că Jericho este acum complet izolat de lumea exterioară și trebuie să rămână uniți pentru a supraviețui.
La sfârșitul episodului, pe autostradă, Emily, care plecase înainte de explozie să își întâmpine logodnicul, se oprește din cauza zdruncinăturilor repetate și coboară să vadă care e problema. Drumul e acoperit cu păsări moarte care par să fi căzut pur și simplu din cer.

## Muzica din film
- The Killers - All These Things That I've Done
- Rascal Flatts - "Pieces"
- Bon Jovi - "Who Says You Can't Go Home"
- Goo Goo Dolls - "Better Days"
- Snow Patrol - "Run"
- John Powell - "Nach Deutschland" (coloana sonoră a filmului "Supremația lui Bourne")